# NGC 7160
NGC 7160 (другое обозначение — OCL 236) — рассеянное скопление в созвездии Цефей.
Этот объект входит в число перечисленных в оригинальной редакции «Нового общего каталога».